# Cikande (Jayanti)
Cikande is een bestuurslaag in het regentschap Tangerang van de provincie Banten, Indonesië. Cikande telt 11.929 inwoners (volkstelling 2010).